# Gauthier Onclin
Gauthier Onclin (* 26. Februar 2001 in Lüttich) ist ein belgischer Tennisspieler.

## Karriere
Onclin spielte bis 2019 auf der ITF Junior Tour. In der Junioren-Rangliste erreichte er mit Platz 8 seine höchste Notierung. 2019 nahm er an allen vier Grand-Slam-Turnieren teil. Im Einzel war er dabei mit dem Achtelfinale bei den US Open an erfolgreichsten. Im Doppel zog er mit Sergey Fomin ins Halbfinale der French Open ein. Mit demselben Partner gewann er 2018 zudem den Orange Bowl, die als inoffizielle Junioren-Weltmeisterschaft gelten.
Bei den Profis stieg Onclin ebenfalls 2019 ein. In seinem ersten Jahr gewann er im Einzel und Doppel je einen Titel auf der drittklassigen ITF Future Tour und sprang in die Top 1000 der Tennisweltrangliste. Nach coronabedingt wenigen Turnieren gewann er 2021 zwei weitere Einzeltitel, die in erstmals in die Top 500 führten. Mit fünf Titel 2022 verbesserte Onclin sein Ranking auf Platz 340 und damit genug, um auch regelmäßiger Turniere der höherdotierten ATP Challenger Tour zu spielen. Bei seinem zweiten Challenger, das er spielte, erreichte er Anfang 2023 sofort aus der Qualifikation heraus das Halbfinale von Ottignies-Louvain-la-Neuve. Im Februar zog er in Rovereto erneut ins Halbfinale ein, wo er Dominic Stricker unterlag. Durch eine Handvoll Viertelfinals, in die er im Jahresverlauf erreichte, stieg er im September in der Rangliste bis auf sein Karrierehoch von Platz 194. Sein Debüt auf der ATP Tour gab er an der Seite von Michaël Geerts in Antwerpen, wo sie eine Wildcard erhalten hatten. Sie unterlagen dort zum Auftakt Alexander Bublik und Alexander Schewtschenko.